# Mendel'
Il Mendel' (in russo  Мендель?; in lingua selcupa Миндел́ Кы) è un fiume della Russia siberiana, affluente di sinistra del fiume Ket' (bacino idrografico dell'Ob'). Scorre nel Pirovskij, nel Biriljusskij e nell'Enisejskij rajon del Territorio di Krasnojarsk.

## Descrizione
Il fiume ha origine sull'altopiano nello spartiacque Ob'-Enisej e scorre tra le paludi della pianura siberiana occidentale per lo più in direzione nord-ovest. Il Mendel' ha una lunghezza di 366 km e il suo bacino è di 3 800 km².
Nella parte superiore del fiume, c'è un ponte ferroviario del tratto Ačinsk-Lesosibirsk. Non ci sono praticamente insediamenti lungo il fiume, ad eccezione del villaggio di Mendel'skij che si trova a pochi chilometri dal ponte.